# Beryl Bainbridge
Dame Beryl Margaret Bainbridge, DBE (* 21. November 1932 in Liverpool; † 2. Juli 2010 in London) war eine britische Schriftstellerin und Schauspielerin. Weite Bekanntheit erlangte sie durch ihre historischen Romane.

## Leben und Werk
Bainbridge wuchs in der Nähe von Liverpool im Arbeitermilieu auf. Schon als Kind hatte sie vor, Schriftstellerin zu werden, und wurde darin von ihren Eltern bestärkt – ihr Vater brachte ihr das Werk von Charles Dickens nahe, ihre Mutter das Theater. Im Alter von sechs Jahren trat sie erstmals öffentlich als Stepptänzerin auf und erhielt anschließend eine Ballettausbildung, mit fünfzehn trat sie erstmals als Schauspielerin einer Theatergruppe bei. 1954 heiratete sie den Maler Austin Davies, mit dem sie zwei Kinder hatte (ihr drittes Kind bekam sie 1965 mit dem schottischen Autor Alan Sharp). 1959 wurde die Ehe mit Davies wieder geschieden, nachdem Bainbridge 1958 einen Selbstmordversuch unternommen hatte; nach der Scheidung begann Bainbridge zu schreiben.
Nach einer Ausbildung an der Merchant Taylors’ School in Liverpool arbeitete sie als Schauspielerin am Liverpool Repertory Theatre. Obwohl sie ihren ersten Roman, Harriet Said, bereits in den 1950ern schrieb, wurde dieser erst 1972 gedruckt. Von Königin Elisabeth II. wurde sie 2000 zur Dame Commander des Order of the British Empire ernannt und damit in den Adelsstand erhoben. Sie lebte zuletzt im nördlichen London, wo sie 2010 nach einer kurzen Krebserkrankung verstarb.
Bainbridges Romane sind häufig im Liverpool der Nachkriegszeit angesiedelt und behandeln Schicksale von Arbeiterfamilien. Teilweise sind sie autobiografisch geprägt. Im Gegensatz dazu behandelt etwa Young Adolf einen fiktiven Besuch des jungen Hitler bei seinem Bruder in Liverpool im Jahr 1910; Watson's Apology spielt im Jahr 1872 und beschreibt die letzten Lebensjahre eines pensionierten Schuldirektors, der seine Frau getötet hat. Kritiker lobten besonders Bainbridges Figurencharakterisierungen und ihre Komik. Neben Romanen verfasste sie auch Kurzgeschichten und Sachliteratur. Im deutschsprachigen Raum erlangten ihre Werke nie die gleiche Popularität wie in Großbritannien.
Der britische Songwriter und Gitarrist Mark Knopfler setzte ihr auf seinem 2015 veröffentlichten Album Tracker mit dem Song Beryl ein musikalisches Denkmal.

## Auszeichnungen
- WH Smith Literary Award 1999 für Master Georgie
- Whitbread Book Award für den besten Roman (1977, 1996)
- David Cohen Prize (2003)
- Fünf Nominierungen für den Booker Prize (Shortlist)

## Werke
- 1967 A Weekend with Claude (Roman)
- 1968 Another Part of the Wood (Roman)
- 1972 Harriet Said... (Roman)
- 1973 The Dressmaker (US-Titel: The Secret Glass) (Roman)
- 1974 The Bottle Factory Outing (Roman)
  - Der Ausflug; dt. von Peter Kleinhempel; Berlin (DDR): Verlag Volk und Welt 1979.
- 1975 Sweet William (Roman)
- 1976 A Quiet Life (Roman)
- 1977 Injury Time (Roman)
- 1978 Young Adolf (Roman)
  - Jung-Adolf, dt. von Alexander Schmitz; Zürich: Diogenes 1979. ISBN 3-257-01590-9
- 1979 Another Part of the Wood (Roman / revid. Fassung)
- 1980 Winter Garden (Roman)
- 1981 A Weekend with Claude (Roman / revid. Fassung)
- 1984 English Journey: Or the Road to Milton Keynes (Reisebericht)
- 1984 Watson's Apology (Roman)
- 1987 Forever England: North and South (Familienporträts)
- 1989 An Awfully Big Adventure (Roman)
  - Eine sachliche Romanze, dt. von Wolfdietrich Müller; Düsseldorf: ECON 1995. ISBN 3-612-27203-9
- 1991 The Birthday Boys (Roman)
- 1993 Something Happened Yesterday (Sammlung von Zeitungsartikeln)
- 1996 Every Man for Himself (Roman)
  - Nachtlicht, dt. von Charlotte Breuer; München, Wien: Europa 1997. ISBN 3-203-75503-3
- 1998 Master Georgie (Roman)
  - Master Georgie, dt. von Charlotte Breuer; München, Wien: Europa 1999. ISBN 3-203-75506-8
- 2001 According to Queeney (Roman)
- 2005 Front Row - Evenings at the Theatre: Pieces from the Oldie  (Theater-Essays und -kritiken)
- 2008 The Girl in the Polka Dot Dress (Roman)